# Unterengstringen
Unterengstringen är en ort och kommun i distriktet Dietikon i kantonen Zürich, Schweiz. Kommunen har 4 308 invånare (2023).